# الهتاب
ال هتاب یک منطقهٔ مسکونی در یمن است که در استان صنعا واقع شده‌است.